# Château de Chazoux
Le château de Chazoux est situé sur la commune d'Hurigny en Saône-et-Loire.

## Historique
Le domaine viticole de Chazoux à Hurigny se structure au XVIIIe siècle. Un château ou maison de maître est attesté en 1809. À partir des années 1880, les propriétaires Alphonse Michoud et son épouse Thérèse de Boissieu entreprennent de réaménager le domaine.
Si l'architecture extérieure du château reste sobre, les intérieurs sont richement décorés. Les commanditaires font appel à l'atelier de Victor Bussière pour le décor peint des salons et des chambres, décor peint complété par des papiers peints de qualité.
Pour le parc, Marc-Antoine Luizet et Gabriel Luizet sont sollicités. Issus d'une dynastie d'horticulteurs lyonnais, ceux-ci proposent un parc au tracé irrégulier. 

## Description
Dans le goût du XIXe siècle, chacune des pièces restitue ainsi une ambiance historique différente, Moyen Âge, Renaissance, époque Louis XV. Le petit salon et le grand salons décorés par Victor Bussière présentent des tons clairs dans le style Louis XV. La salle à manger avec son plafond à la Française est d'inspiration Renaissance. La bibliothèque néo-gothique propose une cheminée monumentale et un décor de lambris à plis de serviette intégrant un meuble de bibliothèque. Le mobilier conçu pour la pièce porte les armoiries des commanditaires. Un petit cabinet néo-Renaissance complète cette suite.
À l'étage plusieurs chambres présentent des décors peints attribués à Victor Bussière et des décors de papiers peints. Le traitement décoratif des couloirs et de l'escalier, bois aux tons clairs rehaussé de filets de couleurs, apporte une grande homogénéité à l'ensemble.
Le domaine présente toutes les caractéristiques des parcs des Luizet : chemins aux larges courbes, pelouses, fabriques. Plusieurs belvédères proposent des points de vue sur le grand paysage. Les dépendances sont installées au nord du château, notamment une orangerie et une serre chauffées dans le prolongement de l'aile est du château. Une glacière est aménagée sous l'un des belvédères au nord du domaine.